# Rue Gabriel-Laumain
Rue Gabriel-Laumain är en gata i Quartier de la Porte-Saint-Denis i Paris 10:e arrondissement. Rue Gabriel-Laumain, som börjar vid Rue d'Hauteville 27–31 och slutar vid Rue du Faubourg-Poissonnière 36, är uppkallad efter den franske syndikalisten och motståndskämpen Gabriel Laumain (1907–1942), som under andra världskriget avrättades av tyskarna på Mont-Valérien.
I mitten av Rue Gabriel-Laumain finns en liten rund plats, placette. Gatan hette tidigare Passage Violet efter den franske fastighetsägaren Jean-Léonard Violet (1791–1881).

## Omgivningar
- Saint-Eugène-Sainte-Cécile
- Conservatoire national supérieur de musique et de danse de Paris
- Notre-Dame de Bonne-Nouvelle
- Boulevard de Bonne-Nouvelle
- Saint-Laurent
- Rue des Petites-Écuries
- Rue d'Enghien
- Cité Paradis

## Bilder
| - Placette Gabriel-Laumain. - Placette Gabriel-Laumain. - Portik mot Rue du Faubourg-Poissonnière. |

| - Saint-Eugène-Sainte-Cécile. - Notre-Dame-de-Bonne-Nouvelle. - Atlant vid Rue des Petites-Écuries nummer 48. |

## Kommunikationer
- Tunnelbana – linjerna   – Bonne-Nouvelle
- Busshållplats Petites-Écuries – Paris bussnät, linje 39

### Webbkällor
- ”Rue Gabriel-Laumain”. Mairie de Paris. http://www.v2asp.paris.fr/commun/v2asp/v2/nomenclature_voies/Voieactu/3910.nom.htm. Läst 2 april 2021.
- ”Rue Gabriel-Laumain”. Les rues de Paris. https://www.parisrues.com/rues10/paris-10-rue-gabriel-laumain.html. Läst 2 april 2021.